# Kawasaki Ki-56
Kawasaki Ki-56 (一式貨物輸送機, Vận tải hàng hóa Kiểu 1) là một loại máy bay vận tải hạng nhẹ hai động cơ của Nhật Bản trong Chiến tranh thế giới II. Quân Đồng minh đặt tên mã cho nó là "Thalia". 121 chiếc đã được chế tạo trong giai đoạn 1940-1943.

## Tính năng kỹ chiến thuật (Ki-56)
Dữ liệu lấy từ Encyclopedia of Military Aircraft; Japanese Aircraft of the Pacific War
Đặc điểm tổng quát
- Kíp lái: 4
- Sức chứa: 14 hành khách
- Chiều dài: 14,90 m (48 ft 10 in)
- Sải cánh: 19,96 m (65 ft 6 in)
- Chiều cao: 3,6 m (11 ft 9 in)
- Diện tích cánh: 51,2 m² (551 ft²)
- Trọng lượng rỗng: 4.672 kg (10.300 lb)
- Trọng lượng có tải: 8.024 kg (17.692 lb)
- Trọng tải có ích: 2.400 kg (5.280 lb)
- Động cơ: 2 × Nakajima Ha-25, 739 kW (990 hp)  mỗi chiếc

 Hiệu suất bay 
- Vận tốc cực đại: 400 km/h (215 kn, 248 mph) trên độ cao 3.500 m (11.480 ft)
- Tầm bay: 3.300 km (1.782 nmi, 2.060 mi)
- Trần bay: 8.000 m (26.250 ft)
- Tải trên cánh: 156,7 kg/m² (32,1 lb/ft²)
- Công suất/trọng lượng: 0,18 kW/kg (4,05 kg/hp; 8,9 lb/hp)